# Компактный представительский автомобиль

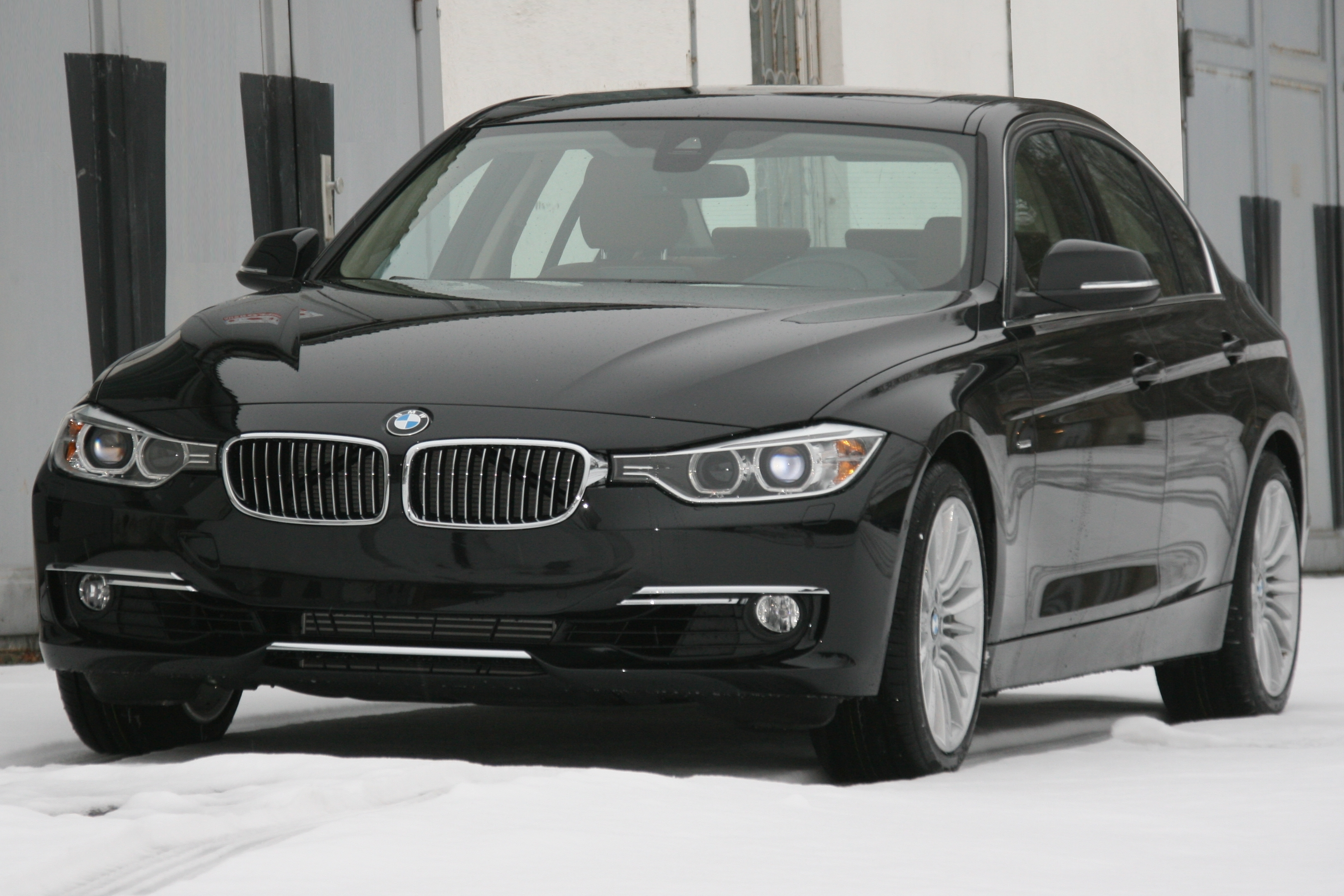
BMW 328i, четырёхдверный седан 2012 года, один из примеров компактного представительского автомобиля

Компактный представительский автомобиль — термин из классификации относительно премиальных малых автомобилей бизнес-класса. Согласно европейской классификации, компактные и субкомпактные представительские автомобили являются частью D-класса. 
В североамериканской терминологии, существуют аналоги компактного премиального или представительского автомобиля, представительского автомобиля начального уровня или около-представительского автомобиля. Компактные представительские автомобили доступны в кузовах седан, универсал, купе и кабриолет.
Большинство представительских автомобилей начального уровня являются частью D-сегмента, но некоторые автомобили, такие как Lincoln MKZ, Buick LaCrosse, Hyundai Azera, Acura TL и Toyota Avalon, являются частью E и F сегментов, несмотря на цены премиальных автомобилей D-сегмента и автомобилей с двигателями V6 среднего класса.

## История в США
Образование этого сегмента рынка относят к 1950 году, когда компанией Nash-Kelvinator Corporation была выпущена модель компактного автомобиля класса люкс Nash Rambler. Модель была востребована на рынке и продавалась в течение 14 лет -  с 1950 по 1965 год. Модель была задумана как представительский и компактный автомобиль, не ориентированный на экономию и был доступен только в кузове кабриолет с хардтопом и кузовом универсал, который начали выпускать в 1951 году.
В январе 1954 года Nash-Kelvinator Corporation была объединена с Hudson Motor Car Company. После слияния Nash и Hudson новая компания получила название American Motors и продолжила выпуск модели Rambler. С 1959 года европейские малые автомобили и экспортные Рамблеры от компании American Motors были популярны среди покупателей, с достатком выше среднего.
Долгое время являвшийся президентом и главным исполнительным директором General Motors, Альфред Слоун говорил, что растущий спрос на компактные автомобили не был мотивирован экономикой, но «по сути был еще одним выражением желания клиента в разнообразии». В начале 1960-х на рынок малых, более экономичных автомобилей, «но и более комфортных, хорошо выглядящих и представительских», нежели обычные компактные автомобили включая, среди прочего, вышел Mercury Comet со стилем и интерьером, которые «сверкают гламуром, к которому привыкли американцы в своих больших машинах».
В конце 1960-х годов, предпочтения покупателей передвинулись на промежуточные, личные/специальные, и представительские автомобили, в это время снижался спрос на традиционные большие автомобили. Рост цен на топливо и конкуренция заставили AMC «эксплуатировать особые сегменты рынка, оставленные без присмотра гигантами». В 1978 году «AMC выпускает новый представительский компакт Concord». Cadillac оставался лидером продаж на премиум рынке, внеся изменения с появлением в 1982 году Cadillac Cimarron, представительской версии компактной платформы GM J.

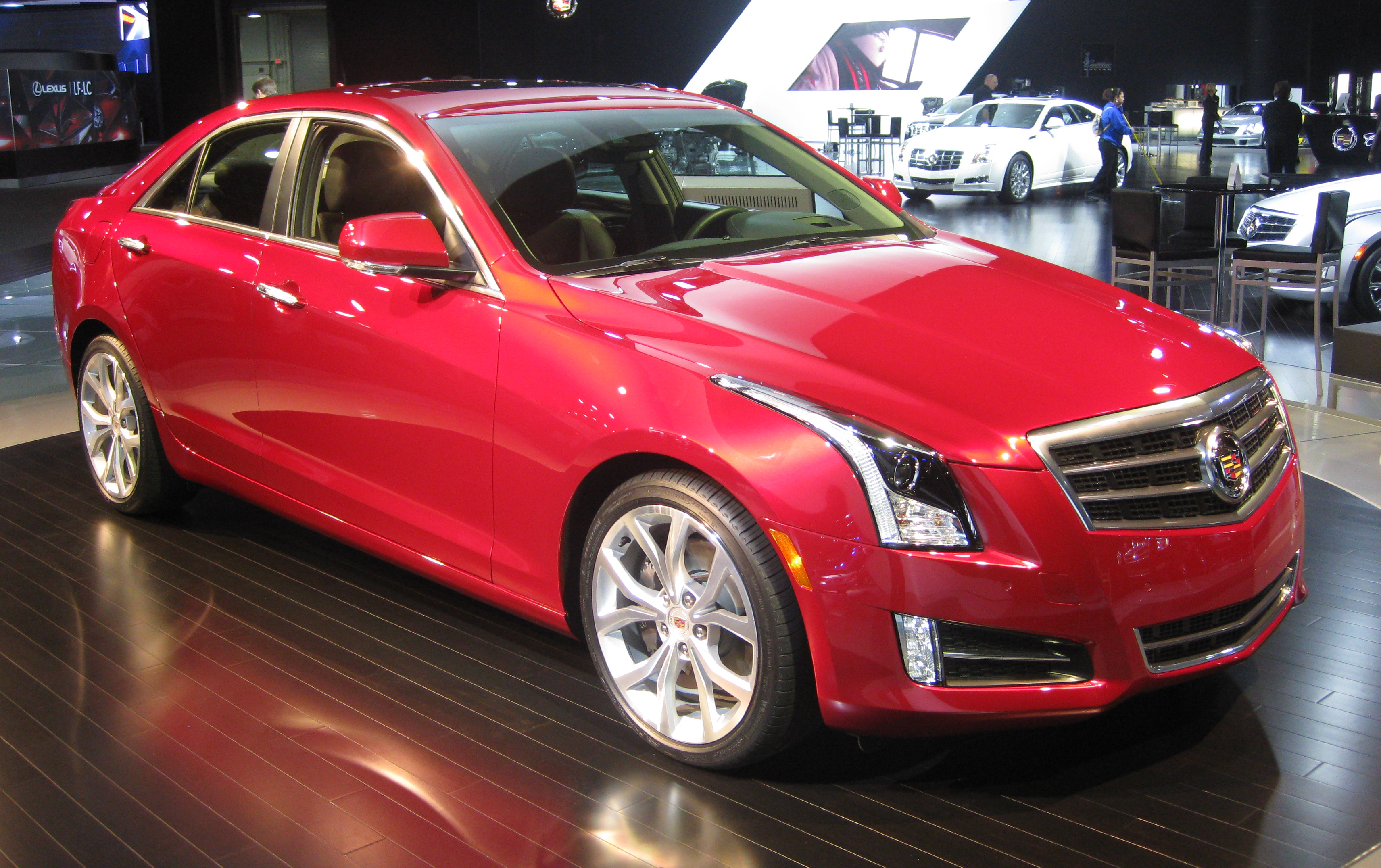
Cadillac ATS, четырёх-дверный седан 2013 года, направлен на покупателей в Северной Америке и Китае

Сегодня, автопроизводители реагируют на изменения на рынке и «настроение» потребителей, ищущих статус в бюджете. Создатели традиционных «представительских авто готовятся предложить небольшие модели, так как состоятельные американские покупатели автомобилей готовы признать, что больше — не всегда лучше». Перед повышением цен на топливо и движением, охватившим изменения в рынке представительских автомобилей «американцы начинают догонять мировые тенденции».

## История в Европе
Отдельные рынки имеют конкретные автомобили, которые продаются или воспринимается «представительский» класс.
В период экономического прогресса в середине 1960-х годов в Германии, BMW начал свою новую 02 серию. Сейчас у BMW есть три компактных представительских/начального уровня модели класса «люкс»: 1 серия, 2 серия и 3 серия. В 1983 году Mercedes Benz представила свой 190E, «компактный представительский автомобиль». Современными автомобилями Mercedes-Benz класса компактных представительских являются автомобили C-класса и Mercedes-Benz CLA-класса. Audi представила свой первый компактный представительский автомобиль в 1966 году. Его сменил Audi 80 в 1972 году. Компактными представительскими моделями современных Audi являются A3, A4 и A5. Шведский бренд Volvo имеет такие автомобили, как 850, S70 и современный Volvo S60. Компактные представительские модели другой шведской марки Saab включают 99, 90, 900 и современный 9-3.

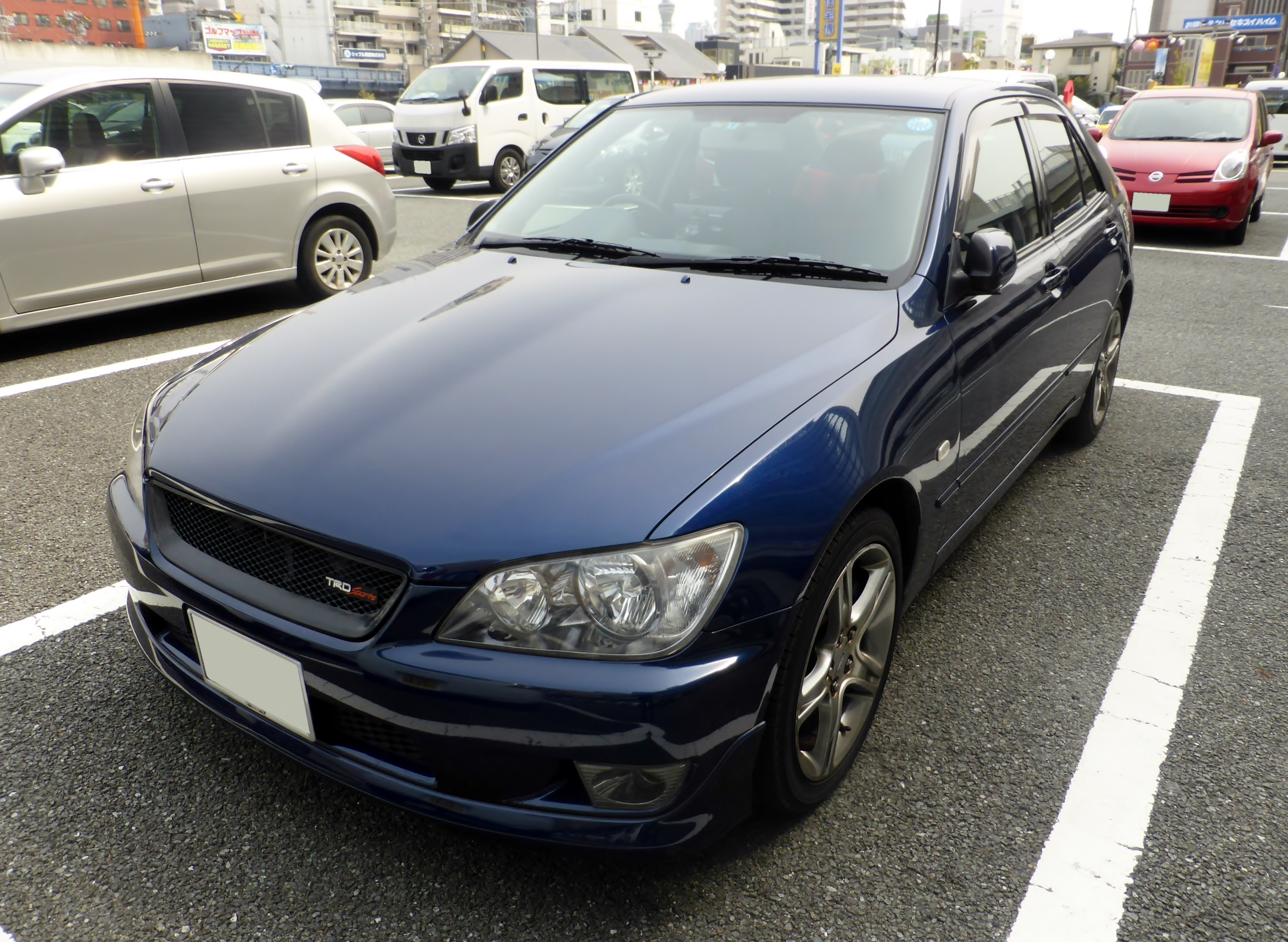
Toyota Altezza, четырёх-дверный японский седан

Итальянский бренд Fiat впервые поставим мощный двигатель в 75 л.с. на облегченный автомобиль для массового производства с 1961 года, инновационную и престижную модель 1500, за которой последовали новые современные, удобные и мощные модели Fiat 125, выпускавшиеся с 1967 по 1972 годы. Alfa Romeo в 1962 году начал выпуск спортивного седана Giulia. Были также и автомобили Alfa Romeo 75, Alfa Romeo 155, 156 и 159. В 1963 году Lancia представила свою Fulvia. С 1957 по 1965 годы, BMC выпускал свои представительские компактные автомобили, такие как Wolseley 1500 и Riley 1.5.

## История в Японии
Рынок японских представительских автомобилей намного моложе европейского и американского. Существует три основных марки автомобилей премиум-класса в Японии: Lexus, Infiniti и Acura, которые были созданы в 1980-х годах и стал популярными в США и Европе. Примерами японских компактных представительских автомобилей являются Lexus IS/Toyota Altezza, Lexus CT, Infiniti G, Acura CSX, Acura TSX, Acura ILX.